# Península de Shimabara
La península Shimabara (島原半島 Shimabara-hantō?) se encuentra al este de la ciudad de Nagasaki, prefectura de Nagasaki, Kyūshū,  Japón. En su extremo nororiental se encuentra la ciudad de Shimabara. 
También fue el escenario de la Rebelión Shimabara, una revuelta campesina 1637-1638 dirigida por los cristianos. Esto refuerza aún más la desconfianza hacia los cristianos y los extranjeros por el Shogun Iemitsu y contribuyó a la decisión de 1639 de aislar a Japón del mundo exterior. A partir de entonces los holandeses y los chinos fueron los únicos autorizados a entrar en Japón a través de Nagasaki de una manera muy limitada hasta que Japón se volvió a abrir al exterior de nuevo (Hane, Modern Japan: A Historical Survey, p. 24).
- Datos: Q522605
- Multimedia: Shimabara Peninsula / Q522605